# ウチワシュモクザメ

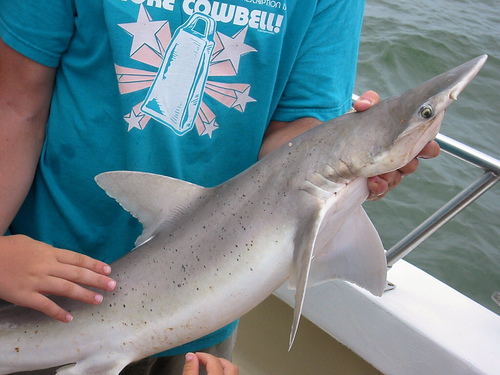

ウチワシュモクザメ （団扇撞木鮫、学名：Sphyrna tiburo、英名:Bonnethead）はシュモクザメ科に属するサメ。古い本の中ではボンネットシュモクザメとも呼ばれている。

## 特徴
シュモクザメ科の最小種で、通常全長1.0 - 1.2 m 、最大で1.5 m 程度である。頭部は大きく湾曲しており、横への張り出しが弱い。"ハンマー"というより"シャベル"や"スコップ"の形に近く、他のシュモクザメ類と区別がつきやすい。このような形になったのは本種が他のシュモクザメに比べ、より沿岸に適応したためであると考えられている。珊瑚礁や磯など障害物の多い環境を自由に泳ぐ際に、頭部の張り出しは縮んだものとなり、同時に体の小型化が進んだ。あるいは元々体が小さい分、他のシュモクザメ類との競合を避けるために独自の進化を遂げたと考えられている。

## 生態
北米および南米大陸沿岸にのみ生息する。大西洋側では、北米東岸からキューバ、バハマ、カリブ海を通って、メキシコ湾、ブラジル沿岸まで。バミューダ海では見られない。太平洋側では、カリフォルニア南部からエクアドル沖まで。水深の浅い所を好み、浅い湾内やサンゴ礁、砂泥質の海底、河口域などに現れる。
普段は15 尾以下の群れで泳ぐが、季節回遊の際には数百尾の大群になることもある。温暖な環境を好み、海水温が低下する冬季には赤道付近に移動する。逆に夏季には高緯度海域に回帰する。
小魚や甲殻類、頭足類を捕食する。
フロリダ州アメリカ海洋大気庁の研究者、Dana Betheaの研究によると、メキシコ湾で捉えられた個体は、胃の内容物の半分以上が海草類であり、血中から海草由来の炭素が発見され、腸内からは植物の主成分セルロースを分解する酵素、β-グルコシダーゼがサメの仲間で初めて発見された。
このことから、海草類も重要な食料としているのではないかと考えられている。
胎生。子宮内で孵化した胎仔は卵黄の栄養分を使って成長する。サメの中で最も妊娠期間が短く、4 - 5 ヶ月間。雌は35 cm 程度の子どもを4 - 14 尾産む。
また、2001年にアメリカの水族館で単性生殖したことが確認された。軟骨魚類では初めての記録である。
沿岸性で観察し易いこと、小型でおとなしいことなどから、シュモクザメ類の中では生態研究が比較的よく進んでいる種である。出産の観察例もある。

## 人との関わり
小型でおとなしく、まず人を襲うことはない。ただし歯は鋭いので、驚かせたり不用意に手を出したりするようなことは避けるべきである。